# Nur der Wind (EP)
Nur der Wind ist das 16. Extended-Play-Album des österreichischen Schlagersängers Freddy Quinn, das im November 1961 im Musiklabel Polydor (Nummer 21 358 EPH) erschien. Die Veröffentlichung geschah unter der Rechtegesellschaft Hispavox und den Rechtegesellschaften Gesellschaft für musikalische Aufführungs- und mechanische Vervielfältigungsrechte und Bureau International de l’Edition Mecanique.

## Plattencover
Auf dem Plattencover von Nur der Wind ist Freddy Quinn am Schiff zu sehen, während er seine rechte Hand auf die Schulter einer Frau legt. Beide sehen sich an und lächeln sich zu. Im Hintergrund ist die Takelage zu sehen,  die Frau hält sich mit einer Hand an einem Seil fest.

## Musik
Die Lieder sind Originalaufnahmen aus dem Film Nur der Wind mit Freddy Quinn in der Hauptrolle.
Nur der Wind wurde von Aldo von Pinelli, Günter Loose und Lotar Olias geschrieben, auf dem Album ist das Lied sowohl gesungen als auch als Instrumentalmusik vorhanden. Die Trompete bei der Instrumentalversion wird von Werner Gutterer gespielt.
Irish Inn sowie Einmal oben, einmal unten stammen von Lotar Olias und Aldo von Pinelli. Nur der Wind ist ein Slowfox, Irish Inn ein Irish-Fox sowie Einmal oben, einmal unten ein Foxtrott.

## Titelliste
Das Album beinhaltet folgende vier Titel:
- Seite 1

1. Nur der Wind
2. Irish Inn

- Seite 2

1. Nur der Wind (instrumental)
2. Einmal oben, einmal unten

## Weitere Veröffentlichungen
Nur der Wind wurde als B-Seite der Single La Paloma veröffentlicht; diese Single wurde zum Millionenseller. Dieses Lied veröffentlichte Quinn auf verschiedensten Kompilationsalben sowie dem Studioalbum Heimweh (1968). Irish Inn und Einmal oben, einmal unten wurden erneut auf den Kompilationsalben Weit ist der Weg (1987) und Tausend Meilen Von Zu Haus… (2006) veröffentlicht.